# 村嶋英治
村嶋 英治（むらしま えいじ、1951年5月3日 - ）は、東南アジア大陸部地域研究者。専門分野は19世紀半ばから100年間ほどのタイ。早稲田大学名誉教授。福岡県篠栗町出身。

## 経歴
- 篠栗町立篠栗小学校、同中学校、福岡県立福岡高等学校を卒業後、1970年4月東京大学文科I類に入学。東京大学法学部三類（政治学コース）卒業（1974年）
- 特殊法人アジア経済研究所研究員/研究主任（1974年 - 1991年）
- 成蹊大学助教授/教授（1991年 - 1997年）
- 早稲田大学教授（1997年 -2022年 ）[2][3][4]

## 研究テーマ
- 東南アジアの中国人・日本人社会 の近現代史
- 近現代タイの政治・タイ政治外交史
- 東南アジア大陸部の国際関係・国境政治
- 近代日本とタイの仏教交流[5]

## 著作
Scopus対象誌掲載論文
- Murashima, E, “The Origin of Modern Official State Ideology in Thailand”, Journal of Southeast Asian Studies,1988
- Murashima, E, “The commemorative character of Thai historiography: The 1942-43 Thai military campaign in the shan states depicted as a story of national salvation and the restoration of Thai independence”, Modern Asian Studies,2006
- Murashima, E. “Opposing French colonialism: Thailand and the independence movements in Indo-China in the early 1940s”, South East Asia Research,2005
- Murashima, E. “Local Elections and Leadership in Thailand: A Case Study of Nakhonsawan Province ”, The Developing Economies,1987

その他の英文著作
- Eiji Murashima, “Democracy and the Development of Political Parties in Thailand, 1932-1945” in Eiji Murashima et al., The Making of Modern Thai Political Parties,アジア経済研究所JRP Series No.86 1991,pp.1-54.
- Eiji Murashima, “The Thai-Japanese Alliance and the Chinese of Thailand”, Paul H. Kratoska ed. Southeast Asian Minorities in the Wartime Japanese, Routledge Cruzon.2002, pp.192-222, ISBN 0-7007-1488-X
- Murashima, Eiji「The young Nuon Chea in Bangkok (1942-1950) and the communist party of Thailand: the life in Bangkok of the man who became "brother no. 2" in the Khmer Rouge」『アジア太平洋討究』第12号、早稲田大学アジア太平洋研究センター出版・編集委員会、2009年3月、1-42頁、ISSN 1347149X、NAID 120001104643。
- Murashima, Eiji「The Origins of Chinese Nationalism in Thailand」『アジア太平洋討究』第21号、早稲田大学アジア太平洋研究センター、2013年8月、149-172頁、ISSN 1347-149X、NAID 120005334159。
- Murashima, Eiji「Thailand and Indochina 1945-1950 (林華生教授追悼号)」『アジア太平洋討究』第25号、早稲田大学アジア太平洋研究センター、2015年12月、137-176頁、ISSN 1347-149X、NAID 120005694984。
- Eiji Murashima, “Japanese-Thai Materials and Scholarship Concerning the Second World War” in Masaya Shiraishi and Bruce M. Lockhart eds.Essays on Vietnam and Thailand during the Second World War,Waseda University Institute of Asia-Pacific Studies, March 2018,ISBN 978-4-902590-79-1,pp.12-24

タイ語 著作（書籍）
- เออิจิ มูราชิมา การเมืองจีนสยาม : การเคลื่อนไหวทางการเมืองของชาวจีนโพ้นทะเลในประเทศไทย ค.ศ. 1924-1941 ศูนย์จีนศึกษา สถาบันเอเชียศึกษา, จุฬาฯ, 1996,237p,ISBN 974-632-961-8
- เออิจิ มูราชิมา  กำเนิดพรรคคอมมิวนิสต์สยาม พ.ศ๒๔๗๓ -๒๔๗๙,มติชน,2012,234p.　ISBN 978-974-02-0990-4
- เออิจิ มูราชิมา, นครินทร์ เมฆไตรรัตน์, แปล บันทึกของทูตญี่ปุ่นผู้เห็นเหตุการณ์ปฏิวัติ 2475 : การปฏิวัติและการเปลี่ยนแปลงในประเทศสยาม / ยาสุกิจิ ยาตาเบ, เขียน (矢田部保吉著『シャム国革命政変の回顧』の翻訳); กรุงเทพฯ : มติชน, พิมพ์ครั้งที่ 2, 2014,　ISBN 978-974-323-977-9
- เออิจิ มูราชิมา, นครินทร์ เมฆไตรรัตน์, แปล ผู้บัญชาการชาวพุทธ ความทรงจำของนายพลนากามูระเกี่ยวกับเมืองไทยสมัยสงครามมหาเอเชียบูรพา / อาเคโตะ นากามูระ เขียน(中村明人著『ほとけの司令官ー駐タイ回想録』の翻訳); กรุงเทพฯ : มติชน, พิมพ์ครั้งที่ 3,2012,　ISBN 978-974-02-0974-4
- เออิจิ มูราชิมา “สัมพันธมิตรไทย-ญี่ปุ่นกับชาวจีนในประเทศไทยสมัยสงครามครั้งที่สอง” ใน ญี่ปุ่น-ไทย-อุษาคเนย์ = Japanese scholarships on Thailand and Southeast Asia / ชาญวิทย์ เกษตรศิริ, ฮายะโอะ ฟูกุย บรรณาธิการ 1998, หน้า ๑๑๑-๒๐๐ ISBN 974-89608-9-7

和文主要著作
- 萩原宜之, 村嶋英治編『ＡＳＥＡＮ諸国の政治体制』アジア経済出版会、1987年3月31日発行
- 村嶋英治、萩原宜之、岩崎育夫編『ＡＳＥＡＮ諸国の政党政治』アジア経済出版会、1993年1月25日発行
- 村嶋英治『ピブーン、独立タイ王国の立憲革命』（現代アジアの肖像シリーズ第9巻）岩波書店、1996年10月17日発行、252頁
- 村嶋英治, 鄭成「中国に帰ったタイ華僑共産党員-欧陽恵氏のバンコク、延安、大連、吉林、北京での経験-」『WIAPSリサーチ・シリーズ』第1号、早稲田大学アジア太平洋研究センター、2012年12月、1-241頁、ISSN 2185-131X、NAID 120006490306。
- 村嶋英治「堀井龍司憲兵中佐手記, タイ国駐屯憲兵隊勤務 (1942-45年) の想い出 : 付録 18方面軍参謀 原寿雄少佐手記」『研究資料シリーズ』第7号、早稲田大学アジア太平洋研究センター、2017年3月、1-187頁、ISSN 2185-1301、NAID 120006231289。
- 村嶋英治編集・解説『天田六郎氏遺稿「シャムの三十年」など』『研究資料シリーズ』第8号、早稲田大学アジア太平洋研究センター、2019年3月、1－339頁、ISSN 2185-1301 NCID BB2805543X

- 村嶋英治「バンコクにおける日本人商業の起源 : 名古屋紳商(野々垣直次郎, 長坂多門)のタイ進出」『アジア太平洋討究』第24号、早稲田大学アジア太平洋研究センター、2015年3月、39-69頁、ISSN 1347-149X、NAID 120005614344。
- 村嶋英治「1890年代に於ける岩本千綱の冒険的タイ事業 : 渡タイ(シャム)前の経歴と移民事業を中心に(上)」『アジア太平洋討究』第26号、早稲田大学アジア太平洋研究センター、2016年3月、157-223頁、ISSN 1347-149X、NAID 120005754788。
- 村嶋英治「岩本千綱の『暹羅老撾安南三国探検実記』をめぐって : 探検の背景と実記の質」『アジア太平洋討究』第27号、早稲田大学アジア太平洋研究センター、2016年10月、13-59頁、ISSN 1347-149X、NAID 120005856477。
- 村嶋英治「1890年代に於ける岩本千綱の冒険的タイ事業 : 渡タイ(シャム)前の経歴と移民事業を中心に(中)」『アジア太平洋討究』第29号、早稲田大学アジア太平洋研究センター、2017年10月、141-221頁、ISSN 1347-149X、NAID 120006368519。
- 村嶋英治「1890年代に於ける岩本千綱の冒険的タイ事業 : 渡タイ(シャム)前の経歴と移民事業を中心に(下の1)」『アジア太平洋討究』第33号、早稲田大学アジア太平洋研究センター、2018年3月、153-204頁、ISSN 1347-149X、NAID 120006469865。
- “タイ国における第2次世界大戦終結迄の日本語教育の歴史：未利用資料を中心に”. アジア太平洋討究 (早稲田大学アジア太平洋研究センター) 39:  1-59. (2020-03). CRID 1390291932641961344. doi:10.57278/wiapstokyu.39.0_1. hdl:2065/00073305. ISSN 1347-149X.
- 村嶋英治「1897-1945年における在タイ日本人の人数，職業の推移：在バンコク領事の年次報告をもとに」『アジア太平洋討究』第40巻、早稲田大学アジア太平洋研究センター、2020年11月、177-225頁、CRID 1390291932640596224、doi:10.57278/wiapstokyu.40.0_177、hdl:2065/00074365、ISSN 1347-149X。
- 村嶋英治「最初のタイ留学日本人織田得能（生田得能）と近代化途上のタイ仏教」『アジア太平洋討究』第41巻、早稲田大学アジア太平洋研究センター、2021年3月、1-88頁、CRID 1390854717617404416、doi:10.57278/wiapstokyu.41.0_1、hdl:2065/00080551、ISSN 1347-149X。
- 村嶋英治「北タイのカリスマ僧，クルーバー・シーウィチャイの1920年バンコク召喚事件の史実をめぐって」『アジア太平洋討究』第42巻、早稲田大学アジア太平洋研究センター、2021年10月、21-37頁、CRID 1390854717486581760、doi:10.57278/wiapstokyu.42.0_21、hdl:2065/00082460、ISSN 1347-149X。
- 村嶋英治「南清日本仏教布教者のシャム華僑布教渡航：20世紀初頭の中国・タイにおける日本仏教布教の共通性と布教権問題」『アジア太平洋討究』第42巻、早稲田大学アジア太平洋研究センター、2021年10月、39-106頁、CRID 1390854717494973440、doi:10.57278/wiapstokyu.42.0_39、hdl:2065/00082461、ISSN 1347-149X。
- 村嶋英治「稲垣満次郎と石川舜台の仏骨奉迎に因る仏教徒の団結構想：ピプラワ仏骨のタイ奉迎から日本奉迎まで1898-1900）」『アジア太平洋討究』第43巻、早稲田大学アジア太平洋研究センター、2022年2月、215-257頁、CRID 1390291767722566400、doi:10.57278/wiapstokyu.43.0_215、hdl:2065/00084032、ISSN 1347-149X。
- 村嶋英治「セイロン・シャム間の仏教交流と釈宗演のタマユット派比丘出家の蹉跌（1889年7月）」『アジア太平洋討究』第44巻、早稲田大学アジア太平洋研究センター、2022年3月、1-50頁、CRID 1390291767761339264、doi:10.57278/wiapstokyu.44.0_1、hdl:2065/00084039、ISSN 1347-149X。